# Burgstall Diemarsburg
Der Burgstall Diemarsburg ist eine abgegangene Höhenburg auf 236 m etwa 50 Meter nordöstlich der Ortskirche in Adelsberg, einem heutigen Stadtteil von Gemünden am Main im Landkreis Main-Spessart in Bayern.
1220 wurde die Burg nach Ansiedlung des Ritters Diemar von Wiesenfeld, einem Vasall der Grafen von Rieneck, erbaut. Durch Heirat kam die Burg 1625 mit ihren Schutzjuden in den Besitz von Burg Adolphsbühl und stand von da an leer. 1767 wurde die Burg abgebrochen und mit dem Schutt ein Hügel im Burggarten erstellt.
Die Burgstelle der ehemaligen Burganlage wurde 1972 eingeebnet.